# Marie-Rose Thielemans
Marie-Rose Thielemans, née le 7 octobre 1926 à Glimes et morte le 4 novembre 2017 à Braine-l'Alleud en Belgique, est une historienne et conférencière belge, professeur à l'Université libre de Bruxelles.

## Biographie
Licenciée en philosophie et lettres en 1948, puis docteur en Histoire, chef de département aux Archives générales du Royaume, chargée de cours à l'ULB, elle écrit plus de cent livres et articles relatifs à l'Histoire de Belgique. 
En 1968, sa thèse de doctorat d'histoire économique du XVe siècle lui vaut le prix Suzanne Tassier décerné par l'Académie royale de Belgique. Elle s'oriente ensuite vers des sujets d'Histoire plus contemporains, tels que la période française en Belgique et la crise des années 1930. Elle est reconnue grâce à son analyse du mythe entourant la personne d'Albert Ier roi des Belges.
Elle a également publié de nombreux inventaires archivistiques.